# История меня оправдает
«История меня оправдает!» (исп. La historia me absolverá) — заключительные слова речи, произнесённой Фиделем Кастро 16 октября 1953 года на судебном процессе о штурме казарм Монкада, где он был обвиняемым.

## Описание
На процессе, начавшемся 21 сентября 1953 года, Фидель Кастро, юрист по образованию, отказался от адвоката и решил защищать себя сам. Линией защиты он избрал тезис о невиновности повстанцев, которые имеют право свергнуть диктаторский режим Ф. Батисты и восстановить демократическое правительство. На последнем заседании суда он произнёс длинную речь, обличающую режим Батисты. Среди прочего он говорил о том, что 90 % деревенских детей заражены паразитами, 700 тыс. кубинцев не имеют работы, а 30 % крестьян даже не могут написать своё имя. В конце речи он привёл ряд исторических фактов, оправдывающих свержение диктаторских режимов (Великая французская революция, Война за независимость США и др.). Последними словами этой речи стали: «Приговорите меня! Это не имеет значения! История меня оправдает!».
Фидель Кастро был приговорён к 15 годам тюрьмы, но через неполных 2 года был освобождён по амнистии.
Эта речь Кастро стала программной для революционеров, получила известность ещё и как «Программа Монкады» и легла в основу «Движения 26 июля». Эта программа включала в себя свержение диктатуры Батисты, суверенитет Кубы и ликвидацию зависимости, уничтожение латифундизма и раздачу земли сельским труженикам, гарантию социальных прав и повышение жизненного уровня граждан.
После победы Кубинской революции речь Фиделя Кастро была напечатана отдельным изданием сначала на испанском, а потом и на многих других языках (в том числе и на русском).
Заключительные слова речи Кастро стали крылатым выражением: они используются в шутливо-ироническом качестве для самооправдания.